# فينتشينزو سيسيجنانو
فينتشينزو سيسيجنانو (بالإيطالية: Vincenzo Sicignano)‏ (8 يوليو 1974 في إيطاليا - ) هو لاعب كرة قدم إيطالي في مركز حراسة المرمى. لعب مع كييفو فيرونا ونادي بارما ونادي باليرمو ونادي فروسينوني ونادي ليتشي وASD Barletta 1922 ‏.

## روابط خارجية
- فينتشينزو سيسيجنانو على موقع قاعدة بيانات كرة القدم.إي يو (الإنجليزية)
- فينتشينزو سيسيجنانو على موقع عالم كرة القدم.نت (الإنجليزية)